# كرم الجديدة
قرية كرم الجديدة هي إحدى القرى التابعة لمركز المنصورة في محافظة الدقهلية في جمهورية مصر العربية. حسب إحصاءات سنة 2006، بلغ إجمالي السكان في كرم الجديدة 1059 نسمة، منهم 565 رجل و494 امرأة.